# Nilus (prawosławny patriarcha Antiochii)
Nilus – prawosławny patriarcha Antiochii w latach 1393–1401.